# Melandaha
Melandaha è un sottodistretto (upazila) del Bangladesh situato nel distretto di Jamalpur, divisione di Mymensingh. Si estende su una superficie di 239,65 km² e conta una popolazione di 313.182  abitanti (censimento 2011).